# Figueruela de Arriba
Figueruela de Arriba – gmina w Hiszpanii, w prowincji Zamora, w Kastylii i León, o powierzchni 152,96 km². W 2011 roku gmina liczyła 419 mieszkańców.